# Palais Waitz von Eschen
Koordinaten: 51° 18′ 51″ N, 9° 29′ 39″ O

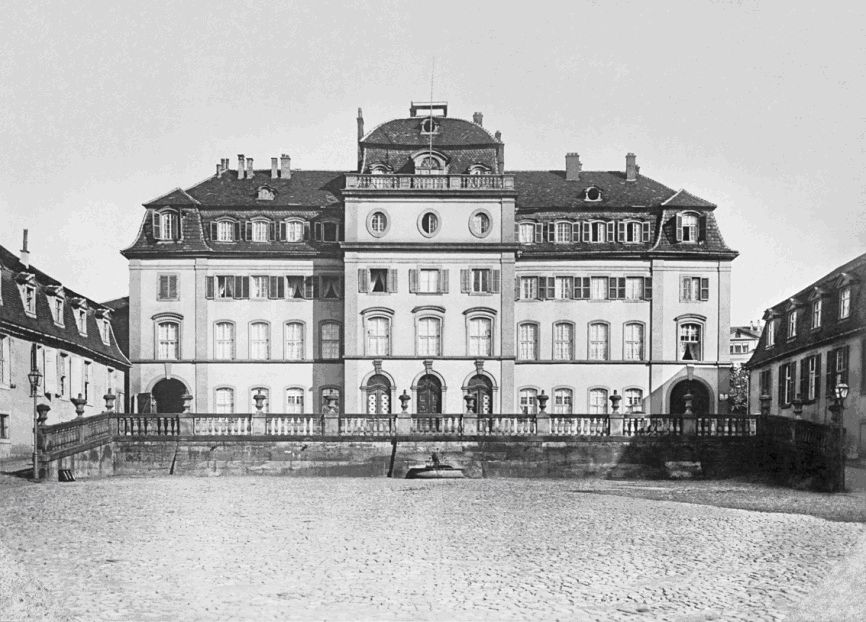
Das Palais Waitz von Eschen um 1880

Das Palais Waitz von Eschen, auch Waitzsches Palais genannt, war ein Stadtpalais am Opernplatz in Kassel. Es wurde beim verheerenden Luftangriff auf Kassel am 22. Oktober 1943 zerstört.

## Geschichte
Bei der 1767 nach Schleifung der Festungswerke begonnenen Stadterweiterung Kassels, die die Oberneustadt mit der Altstadt verband, bildete der Opernplatz den westlichen Auftakt. An dessen Südwestseite stand bereits das Opernhaus bzw. Hoftheater und an der gegenüberliegenden Seite, an der Ecke Obere Königsstraße/Opernplatz, errichtete der Architekt und Oberhofbaumeister Simon Louis du Ry 1772–1774 für den hugenottischen Großkaufmann Jacques Roux dessen großes Wohn- und Geschäftshaus. Für die Stirnseite des Platzes, zwischen den fast symmetrisch gehaltenen Seitenfronten des Kurfürstlichen Hoftheaters links und des Roux’schen Hauses rechts, gewann Landgraf Friedrich II. von Hessen-Kassel seinen Staatsminister Jacob Sigismund Waitz von Eschen (1698–1776) als Bauherrn für ein repräsentatives Stadtschloss.
Dieser ließ in den Jahren 1770 bis 1773 nach Plänen von Simon Louis du Ry eines der elegantesten Stadtpalais der Stadt erbauen. Der Bau war dreigeschossig und 13-achsig, mit einem Dachgeschoss im hohen Mansardwalmdach. Ein dreiachsiger, fünfstöckiger Mittelrisalit überragte die Vorderfront und endete mit einem Söller im zweiten Dachgeschoss, das nur hinter diesem Söller das Gebäude überragte. Zwei Eckrisalite rechts und links waren jeweils von einem Zwerchhaus mit Walmdach gekrönt. Die Seiten des Baus waren dreiachsig. Von dem vor dem Gebäude abfallenden Opernplatz war die Palaisfront anfangs nur durch ein Geländer getrennt. Dieses Gefälle wurde später durch eine Stützmauer und eine auf ihren Pfeilern mit Vasen bestückte steinerne und entlang der gesamten Fassade verlaufende Balustrade abgefangen, die die Auffahrten zum Portal stützte. Vor der Mitte der Balustradenmauer befand sich auf dem Opernplatz ein halbrundes, niedriges Brunnenbecken, in das aus einem bronzenen Löwenkopf in der Mauer hierher geleitetes „Schloßwasser“ oder „Prinzenwasser“ von der Wilhelmshöher Prinzenquelle lief. Der Brunnen wurde um 1900 neu gestaltet und erhielt eine Bronzefigur des Kasseler Bildhauers Heinrich Gerhardt, das sogenannte „Entenmännchen“.
Der Bauherr selbst wohnte nie in dem Palais, denn er trat im September 1773 aus Verbitterung über eine Beschneidung seiner Kompetenzen von seinen Ämtern zurück, verließ Kassel 1774 und trat als Minister und Oberberghauptmann in preußische Dienste. Er starb 1776 in Berlin. Das Palais blieb jedoch bis zu seiner Zerstörung 1943 im Besitz seiner Nachkommen.

## Spätere Veränderungen am Opernplatz

### Spohrdenkmal

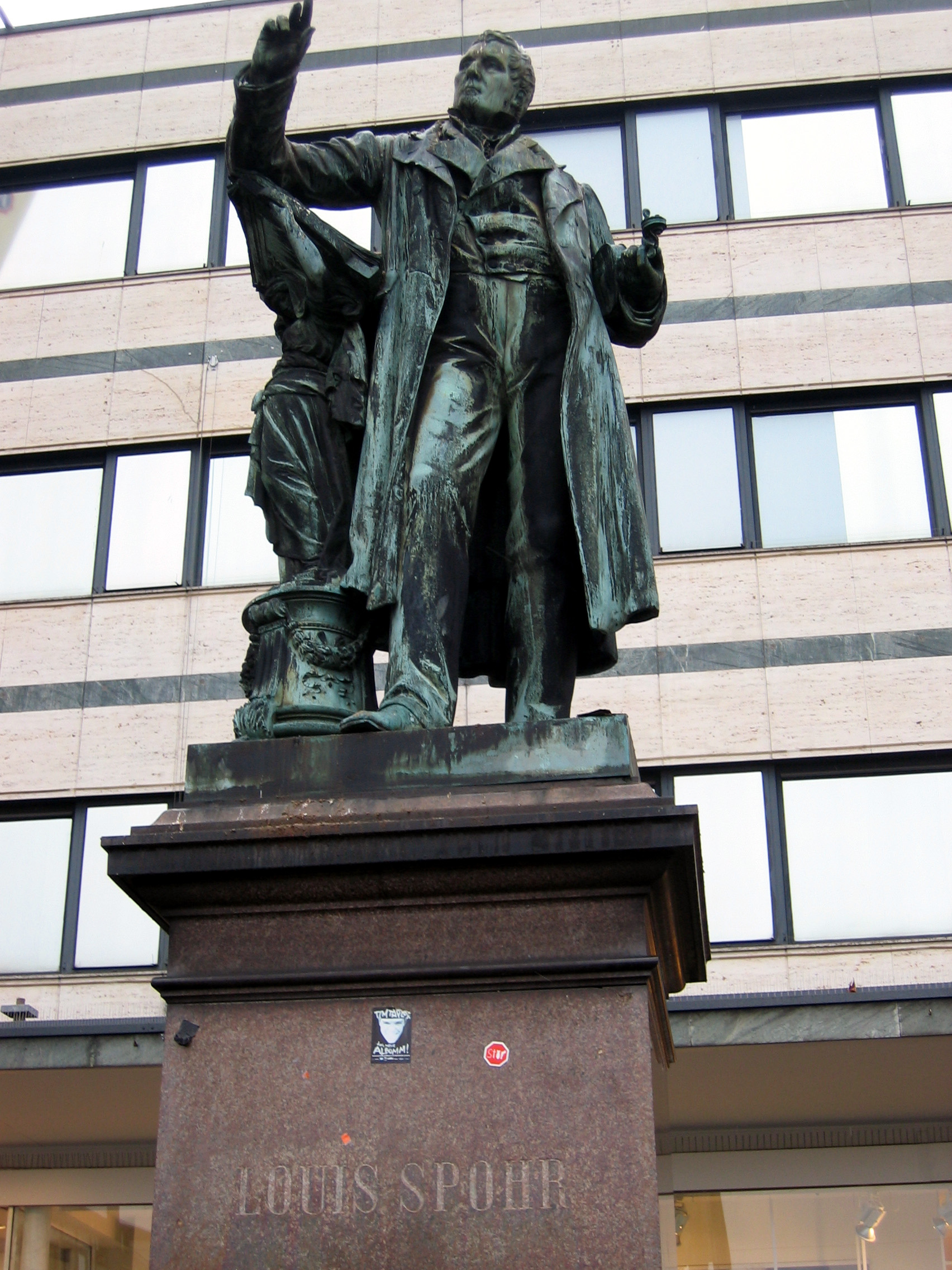
Louis-Spohr-Denkmal

Im Jahre 1883 wurde auf dem Opernplatz ein noch heute dort stehendes monumentales Denkmal für Louis Spohr errichtet, der in den 1820er bis 1850er Jahren Hofkapellmeister und Komponist an der Kasseler Oper gewesen war. Die Umgebung des Denkmals wurde wenige Jahre später gärtnerisch gestaltet, mit Büschen und zwei Trauerweiden vor der Balustrade, wodurch der Blick auf das Palais erheblich beeinträchtigt wurde.

### Theaterstraße und Opernstraße
Zwischen dem Palais und dem Seitenflügel der Kommandantur begann seit der Mitte des 19. Jahrhunderts ein schmaler Fußweg, das sogenannte „Gnadengässchen“, das den Opernplatz mit der „Wolfsschlucht“ verband. 1897 verbreiterte man den Weg zur „Theaterstraße“ und brach zu diesem Zweck den Seitenflügel ganz ab.

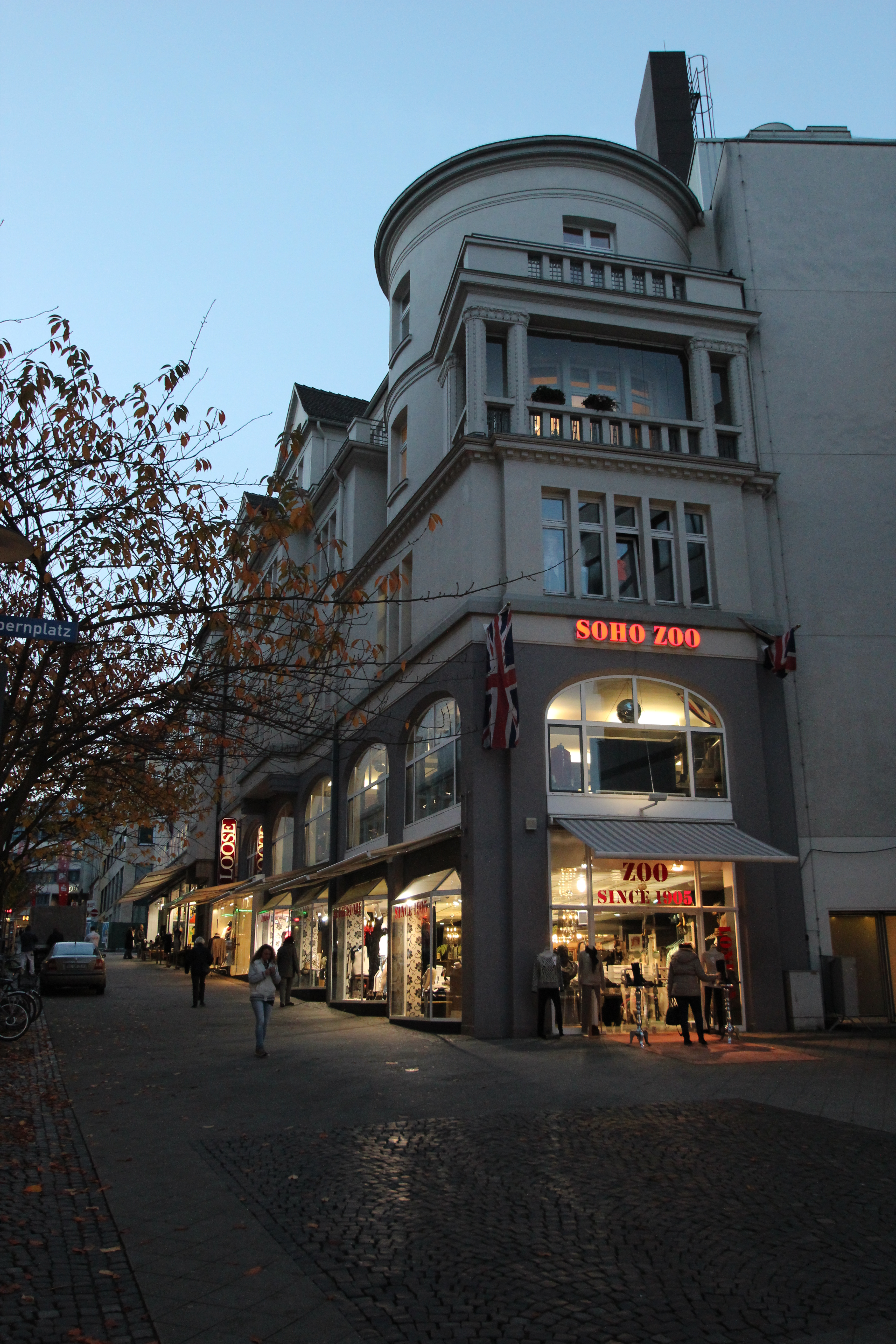
Die „Lokomotive“, Opernstraße 2 (2013)

Als ab 1909 das Hoftheater abgebrochen und die „Opernstraße“ angelegt wurde, trat 1910 der Neubau Opernstraße 2 an die Stelle des Theater-Seitenflügels und erhielt im Volksmund wegen seiner Form den Spottnamen „Lokomotive“. Auf der gegenüberliegenden Südwestseite der Opernstraße erbaute Leonhard Tietz ein wuchtiges, 1911 eröffnetes Warenhaus, Vorläufer des seit 1955 dort stehenden Kaufhofs.

### Zerstörung

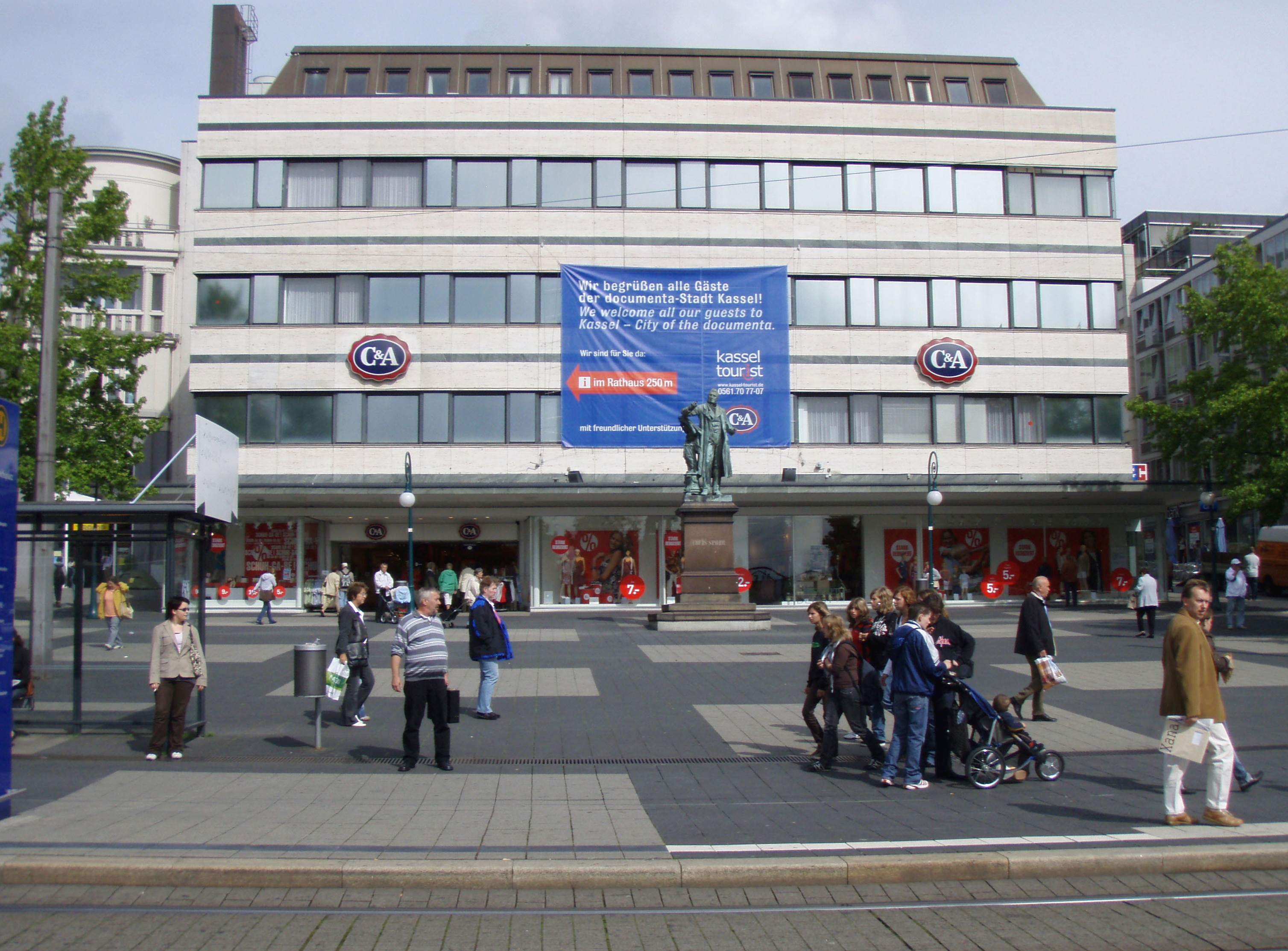
Das Kaufhaus C&A mit dem Spohr-Denkmal (2007)

Das Spohr-Denkmal und die „Lokomotive“ überlebten die Bombardierungen im Zweiten Weltkrieg. Das Waitzsche Palais aber brannte beim Großangriff am 22. Oktober 1943 aus, und mehr als 15 Jahre klaffte dort eine Baulücke. Das Grundstück wurde 1952 durch die Straße „Neue Fahrt“ zerteilt, und die Stadt Kassel beanspruchte den Standort des ausgebrannten Palais für ein Parkhaus. Auf der nur leicht beschädigten Balustradenrampe errichtete die Bundespost 1955 eine große Baracke, die während der Bundesgartenschau 1955 und der gleichzeitig stattfindenden documenta 1 ein provisorisches Postamt enthielt. Auch befand sich darin eine Verkaufsstelle des Kaufhofs, als der benachbarte, 1955 eingeweihte Neubau des im Krieg teilweise ausgebrannten Warenhauses errichtet wurde. Als letztes Überbleibsel des ehemaligen Palais verschwand auch die Balustrade mit dem Brunnen, als die Firma C&A dort 1959 ihr am 1. April 1960 eröffnetes Kaufhaus errichtete.